# عمر كوك
عمر كوك (بالإنجليزية: Omar Cook)‏ مواليد 28 يناير 1982 في بروكلين، هو لاعب كرة سلة مونتينيغري بدأ مسيرته الاحترافية في سنة 2001 حيث تم اختياره من قبل فريق أورلاندو ماجيك خلال الدرافت ويحمل الرقم 10. يبلغ طوله 6 قدم 1.25 بوصة (1.9 م).

## فرق لعب لها
- بورتلاند ترايل بلايزرز
- تورونتو رابتورز
- ستراسبورغ أي جي
- بالونكيستو مالقا
- فالنسيا باسكت

## إحصائيات المسيرة

### الرابطة الوطنية لكرة السلة

#### الموسم الاعتيادي
| السنة   | الفريق                 | لعب | بدأ | دقيقة | ميداني% | ثلاثية | حرة  | ارتداد | صنع | استلاب | تصدي | نقطة |
| ------- | ---------------------- | --- | --- | ----- | ------- | ------ | ---- | ------ | --- | ------ | ---- | ---- |
| 2003–04 | بورتلاند ترايل بلايزرز | 17  | 0   | 8.2   | .259    | .000   | .000 | .4     | 1.4 | .6     | .0   | .8   |
| 2004–05 | تورونتو رابتورز        | 5   | 0   | 14.8  | .417    | .000   | .500 | 1.4    | 4.4 | 1.2    | .2   | 4.6  |
| المسيرة |                        | 22  | 0   | 9.7   | .333    | .000   | .500 | .6     | 2.1 | .7     | .0   | 1.7  |

## روابط خارجية
- عمر كوك على موقع الاتحاد الدولي لكرة السلة (الإنجليزية)
- عمر كوك على موقع الدوري الأوروبي لكرة السلة (الإنجليزية)
- عمر كوك على موقع إن بي أي (الإنجليزية)
- عمر كوك على موقع سبورتس رفرنس (الإنجليزية)
- عمر كوك على موقع الدوري الإسباني لكرة السلة (الإسبانية)
- عمر كوك على موقع كرة السلة الأوروبية.كوم (الإنجليزية)
- عمر كوك على موقع كلية كرة السلة في سبورتس رفرنس.كوم (الإنجليزية)
- عمر كوك على موقع ريلجم (الإنجليزية)
- عمر كوك على موقع بروبوليرز (الإنجليزية)
- عمر كوك على موقع سبورتس رفرنس (الإنجليزية)